# Step Up 2: The Streets
Step Up 2: The Streets, es la secuela de la película del 2006 Step Up. La segunda parte fue dirigida por Jon Chu y coreografiada por Jamal Sims, Hi-Hat (Bring It On) y Dave Scott (Stomp The Yard). La película fue lanzada en DVD y Blu-Ray el 15 de julio de 2008. El diseño producción fue realizado por Devorah Herbert.

## Argumento
Andie West (Briana Evigan), persigue su sueño de convertirse en una bailarina callejera. Su madre murió de cáncer cuando ella apenas tenía 18 años, por lo que vive con la mejor amiga de esta, Sarah Tayler. Andie pertenece a una banda de baile, llamada "410", que se dedica a participar en competencias ilegales ("The Streets"). Sarah es consciente de la delincuencia del grupo y le dice a Andie que tendrá que ir a vivir con su tía a Texas si no cambia.
Después de recibir un llamado de Sarah, Tyler Gage (Channing Tatum), va a hablar con Andie en el club de baile El Dragón, donde intenta persuadirla para que vaya a la audición para entrar al Maryland School of the Arts (MSA), diciéndole que esto podría ayudarle así como lo hizo con él. Antes de partir Tyler y Andie batallan para ver quien baila mejor y Tyler gana, ambos regresan a casa de Sarah en donde Andie le pide a Sarah su ayuda, Sarah acepta y Tyler lleva a Andie a la audición en el MSA, antes de irse le dice que se irá de gira con Nora (Jenna Dewan). Durante la audición el director de la escuela Blake Collins interrumpe la rutina de Andie diciendo que ese estilo no se busca en la academia, sin embargo su hermano Chase Collins (Robert Hoffman) lo persuade para dejar que Andie entre. Con tantas clases ahora Andie comienza a perderse los ensayos de su banda, por lo que varios miembros de esta se enfurecen y deciden sacar a Andie del grupo. Debido a esto Andie y Chase deciden formar su propio grupo y le dice a Andie que deben de integrar al grupo a todos los que no son aceptados en la escuela por lo que son, poco después se les unen, el amigo de Andie, Moose (Adam G. Sevani), Smiles, Monster, Fly, Cable, Hair,y Jenny Kido. 
Chase saca en secreto una copia de la llave de la academia para que el grupo pueda ir por las tardes a ensayar sus rutinas, cuando la escuela esté vacía. Sin embargo cuando se presentan a su primera competencia el grupo es rechazado y expulsado del lugar por el antiguo grupo de Andie. Sin embargo la amiga de Andie, Missy Serrano (Danielle Polanco), quien también era parte del grupo 410, harta de la actitud de su antiguo grupo Missy decide dejarlos y unirse al grupo de Andie y Chase. Cuando van a ensayar Missy les dice que la única forma de entrar a las Calles (The Streets), es hacerle una broma a algún grupo contrario y colocarlo en internet para demostrar que estaban listos. Así que deciden hacerlo para vengarse por la humillación que les hicieron pasar antes y Chase decide burlarse de Tuck, el líder del "410", quien igual siente algo por Andie.
Poco después Chase, Moose y todos los demás deciden ir a la barbacoa familiar que se realizará en casa de Missy, Chase y Andie bailan y cuando están a punto de besarse son interrumpidos. En la fiesta Sophie (Cassie Ventura), comienza a desarrollar sentimientos por Moose.
Mientras tanto los 410 no están contentos con el hecho de tener que competir con el nuevo grupo de Andie y les advierten que si no se mantienen al margen de las Calles sufrirán las consecuencias. Cuando los 410 llegan a casa de Tuck descubren la broma que Chase y los demás hicieron, por lo que Tuck queda furioso y a día siguiente cuando Chase sale de la escuela Tuck con un grupo de integrantes de la banda agreden y golpean a Chase dejándolo muy herido; al día siguiente descubren que los 410 destruyeron el estudio de danza en donde el grupo de Andie ensayaba. Blake Collins, molesto por la situación impide a cualquier integrante de la escuela a participar en competiciones ilegales y poco después y sacando conclusiones decide expulsar a Andie del MSA debido a su pasado en las calles. Cuando Blake le pregunta a Andie si había algún otro estudiante que hubiera participado, Andie decide hecharse la culpa de todo y le dice que no había nadie más. 
Cuando Sarah se entera de que expulsaron a Andie, le dice que ya está harta de su comportamiento y le dice a Andie que ahora la va mandar a vivir con su tía en Texas. Mientras Andie se encuentra guardando sus cosas recibe un mensaje de texto de Missy avisándole que esa noche habrá una competencia en las Calles, Missy también le envía el mensaje a los demás, el único problema es que es la mima noche de la recaudación de fondos para la MSA. Chase, Moosee, Smiles, Monster, Cable, Hair y Jenny Kido deciden irse de la recaudación y van a casa de Andie para convencerla de asistir, pero ella se niega, sin embargo Sarah al escuchar del grupo lo que Andie hizo para protegerlos de ser expulsados, la llama y le dice que está muy orgulloso de ella y que puede ir a la competencia. 
Mientras tanto en la recaudación cuando Blake se da cuenta de que varios de sus alumnos se han ido, comienza a cuestionar a Sophie, quien le dice donde están. El grupo de Chase y Andie compiten y lo hacen excelente incluso derrotan a los 410, Blake los ve competir, orgulloso por lo que han hecho les dice que considera que ese tipo de baile es en realidad una forma legítima de expresión artística y acepta a Andie de nuevo en el MSA. 
Moose recibe un beso de Sophie, lo cual lo deja sorprendido. Mientras Andie celebra su nuevo ingreso a la academia con algunos integrantes del grupo, Chase se acerca y lo último que se ve es un apasionado beso entre Andie y Chase.

## Reparto
- Briana Evigan como Andie West, personaje femenino principal e interés romántico de Chase Collins.
- Robert Hoffman como Chase Collins, personaje masculino principal y hermano del director Blake Collins.
- Adam G. Sevani como Robert "Moose" Alexander III, amigo de Andie y Chase.
- Will Kemp como Blake Collins, director del Maryland School of the Arts (MSA) y hermano mayor de Chase.
- Cassie Ventura como Sophie Donovan, exnovia de Chase e interés romántico de Moose.
- Danielle Polanco como Missy Serrano, amiga de Andie West.
- Christopher Scott como Hair, integrante del grupo de Chase y Andie.
- Luis Rosado como Monster, integrante del grupo de Chase y Andie.
- Harry Shum, Jr. como Cable, integrante del grupo de Chase y Andie.
- LaJon Dantzler como Smiles, joven a quien sus maestros le piden que no se ría debido a sus dientes torcidos, luego se une al grupo de Chase y Andie.
- Janelle Cambridge como Fly
- Mari Koda como Jenny Kido, integrante del grupo de Chase y Andie. Jenny resulta ser una fanática y buena en el hip-hop.
- Channing Tatum como Tyler Gage (cameo), primo de Andie West y hermano de Camille Gage.
- Sonja Sohn como Sarah.
- Black Thomas como Tuck.
- Telisha Shaw como Felicia.
- Kejamel Howell como K-mel (410 Bailarín).
- Jeff Ogle como rápida (410 Bailarín).
- Donnie Condes como Molido (410 Bailarín).
- Rynan Paguio como Hijo Rainen (410 Bailarín / Jabbawockeez).
- Alison Faulk como Alstaxvgsgsr.
- Shorty Welch como Shorty (410 Bailarín).
- Kasey Sievers como Lil Busta (410 Bailarín).
- Jake Syndergaard como Busta Lil El Hombre (410 Bailarín).

## Recaudación
La película abrió en el número 2 y ganó $ 18908826 su apertura en fin de semana. A partir del 4 de agosto de 2008 STEP UP 2 THE STREETS tuvieron beneficios brutos de $ 58017783 en la taquilla doméstica y $ 86027415 en otras partes del mundo, con lo que un entero total de $ 144.045.198. Los críticos, sin embargo, han revisado la película hasta el punto en que solo el 24% recibió comentarios positivos sobre la película.

## Premios y nominaciones
| Año  | Categoría                     | Premio            | Nominado                       | Resultado |
| ---- | ----------------------------- | ----------------- | ------------------------------ | --------- |
| 2008 | Choice Movie Drama            | Teen Choice Award | Step Up 2: The Streets         | Ganó      |
| 2008 | Choice Movie Breakout Female  | Teen Choice Award | Briana Evigan                  | Nominada  |
| 2008 | Best Kiss                     | MTV Movie Awards  | Briana Evigan & Robert Hoffman | Ganaron   |
| 2008 | Best Supporting Actress- Film | Imagen Award      | Danielle Polanco               | Nominada  |

## Formato Casero
La película fue lanzada en DVD y Blu-Ray en 15 de julio de 2008.